# Central hidroeléctrica Los Quilos
La central hidroeléctrica Los Quilos es una planta transformadora de energía hidráulica en eléctrica inaugurada en 1943 y ubicada a 20 km de la ciudad de Los Andes (Chile) en la cuenca del río Aconcagua en la Región de Valparaíso. Tiene una potencia de 39,9 MW y fue la primera en construirse en la cuenca.

## Historia
A fines de la década de los años 1930 creció el consumo de energía eléctrica en Chile hasta que el gobierno de Pedro Aguirre Cerda inició un proyecto de electrificación que, entre otros, creó la central Los Quilos. La empresa minera Valparaíso fue la constructora que cumplió ese cometido, para lo cual se construyeron caminos, canales, estanques y por supuesto la casa de máquinas, todo eso en tiempos de la Segunda Guerra Mundial. En la construcción trabajaron hasta 2500 personas y se usaron 12.000 toneladas de cemento. Tras Los Quilos se construyeron la central hidroeléctrica Blanco (60 MW, 1993), la central hidroeléctrica Juncal (29 MW, 1994); la central hidroeléctrica Juncalito (1 MW, 1994); la central hidroeléctrica Chacabuquito (29 MW, 2002) y la central hidroeléctrica Hornitos (55 MW, 2008)

## Central de pasada
Las centrales hidroeléctricas utilizan la fuerza del agua para mover las turbinas. La fuerza es representada por la energía del agua en movimiento y para eso se requiere una diferencia de altura entre el nivel inicial del agua y el nivel en que el agua entra a la turbina. 
En el caso de las hidroeléctricas de embalse, esa diferencia de altura es conseguida a través de la acumulación de agua en el embalse.
En el caso de las centrales hidroeléctricas de pasada, se aprovecha el desnivel natural del curso del río. El caudal necesario del curso de agua es desviado a un lugar apropiado por medio de un canal y desde allí se entuba y dirige directamente a la turbina. Una vez que el agua sale de la turbina es devuelta al río, quedando disponible para todo tipo de usos, ya que no se realizan modificaciones químicas ni físicas.